# Cahul
Cahùl (originariamente: Scheia; in russo Кагу́л?, Kagúl) è una città della Moldavia, capoluogo del distretto omonimo di 30 018 abitanti al censimento del 2014.
È situata nel sud-ovest della Moldavia, al confine con la Romania e a 175 km da Chișinău.
Nella città opera una università, un teatro drammatico, un cinema e un grande centro termale.

## Etimologia
La città è menzionata per la prima volta in un documento ufficiale nel 1502 col nome Frumoasa, che mantenne fino all'inizio del XIX secolo quando si affiancò anche il termine in tataro Kahul

## Storia
Il territorio dove sorge la città è stato spesso nel passato teatro di scontri tra il Principato di Moldavia, l'Impero ottomano e l'Impero russo. Fino al 1812 appartenne al Principato di Moldavia per poi passare, tra il 1812 e il 1856 sotto il dominio russo. In questo periodo (nel 1835) ottenne lo status di città e si ingrandì fino ad avere 6 115 abitanti nel 1840. Passò di nuovo sotto il dominio moldavo fino al 1876 diventando in questo periodo un importante centro religioso e culturale. Nel 1850 fu costruita la cattedrale in luogo di una chiesa in legno. In seguito seguì le sorti del territorio, passando ancora sotto il dominio russo tra il 1876 e il 1918, col Regno di Romania fino al 1940, durante la seconda guerra mondiale fu occupata dall'armata rossa (1940-1941) e dall'esercito rumeno (1941-1944).

## Geografia fisica

### Territorio
Il territorio della città di Cahul è per lo più collinare.

### Clima
Cahul ha un clima continentale umido. La temperatura massima nel mese di luglio è all'incirca di 36° Celsius e durante l'inverno la temperatura minima si aggira intorno a -5° e può raggiungere i -25° Celsius.

## Società

### Evoluzione demografica
In base ai dati del censimento, la popolazione è così divisa dal punto di vista etnico:
| Etnia       | Abitanti | %     |
| ----------- | -------- | ----- |
| Moldavi     | 22.464   | 61,04 |
| Ucraini     | 3.929    | 10,68 |
| Russi       | 6.080    | 16,52 |
| Gagauzi     | 1.161    | 3,15  |
| Bulgari     | 2.373    | 6,45  |
| Rumeni      | 275      | 0,75  |
| Altre etnie | 523      | 1,42  |